# Саллан
Салла́н (фр. Sallen) — коммуна во Франции, находится в регионе Нижняя Нормандия. Департамент коммуны — Кальвадос. Входит в состав кантона Комон-л’Эванте. Округ коммуны — Байё.
Код INSEE коммуны — 14664.

## Население
Население коммуны на 2010 год составляло 297 человек.
| 1962 | 1968 | 1975 | 1982 | 1990 | 1999 | 2010 |
| ---- | ---- | ---- | ---- | ---- | ---- | ---- |
| 356  | 338  | 278  | 252  | 240  | 234  | 297  |

## Экономика
В 2010 году среди 178 человек трудоспособного возраста (15—64 лет) 122 были экономически активными, 56 — неактивными (показатель активности — 68,5 %, в 1999 году было 64,0 %). Из 122 активных жителей работали 110 человек (64 мужчины и 46 женщин), безработных было 12 (5 мужчин и 7 женщин). Среди 56 неактивных 10 человек были учениками или студентами, 21 — пенсионерами, 25 были неактивными по другим причинам.